# Macchina di Santa Rosa
A Macchina di Santa Rosa é o baldaquino, ou armação ornamental portátil, utilizada na procissão religiosa comemorativa da Festa de Translação do corpo de Santa Rosa de Viterbo, no dia 4 de Setembro, em Viterbo. Então, na véspera deste dia - ou seja, 3 de Setembro de todos os anos - a estátua da santa é portada, em cima de um imenso baldaquino nos ombros dos Facchini di Santa Rosa, pelas ruas de Viterbo: da Porta Romana até o Santuário de Santa Rosa. É uma manifestação cultural grandiosa e foi declarada Patrimônio Cultural Imaterial da Humanidade pela UNESCO, em 2013, sob a designação Procissões de estruturas colossais levadas em ombros.

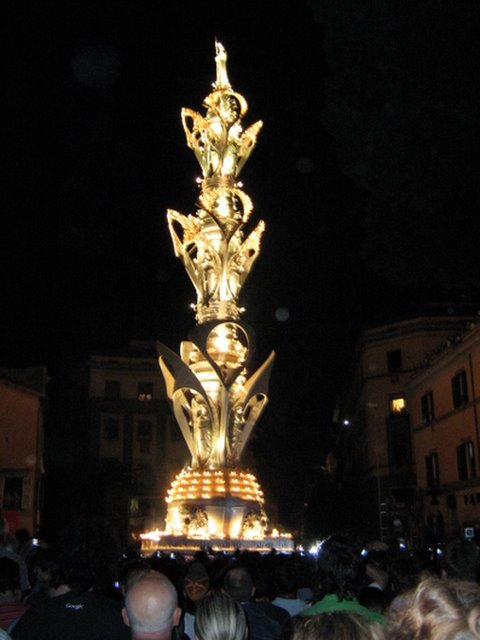
Ali di Luce

## História
É multissecular a história da Macchina de Santa Rosa. Rememora o episódio ocorrido em 4 de Setembro de 1258 quando, após a exumação do corpo de Santa Rosa, sete anos depois de sua morte, este apresentava-se incorrupto. O Papa Alexandre IV, então, pessoalmente e com alguns cardenais, o leva em procissão da Chiesa di Santa Maria in Poggio, dita, hoje, della Crocetta, para o Monastério das Clarissas de São Damião, hoje, Santuário de Santa Rosa.

## Cronologia da Macchina di Santa Rosa
Ao longo dos séculos as estruturas foram se tornando cada vez mais elaboradas e grandiosas. No Museo del Sodalizio são conservados os diversos modelos que a Macchina já apresentou.
- Rose Fiorite (1952 - 1958)
- Macchina di Santa Rosa (1959 - 1966)
- Volo degli Angeli (1967 - 1978)
- Spirale di Fede (1979 - 1985)
- Armonia Celeste (1986 - 1990)
- Sinfonia d'Archi (1991 - 1997)
- Una Rosa per il Duemila (1998 - 2002)
- Ali di luce (2003 -2008)
- Fiore del Cielo (2009 - 2014)
- Gloria[4](2015 -...)